# CCDCAC

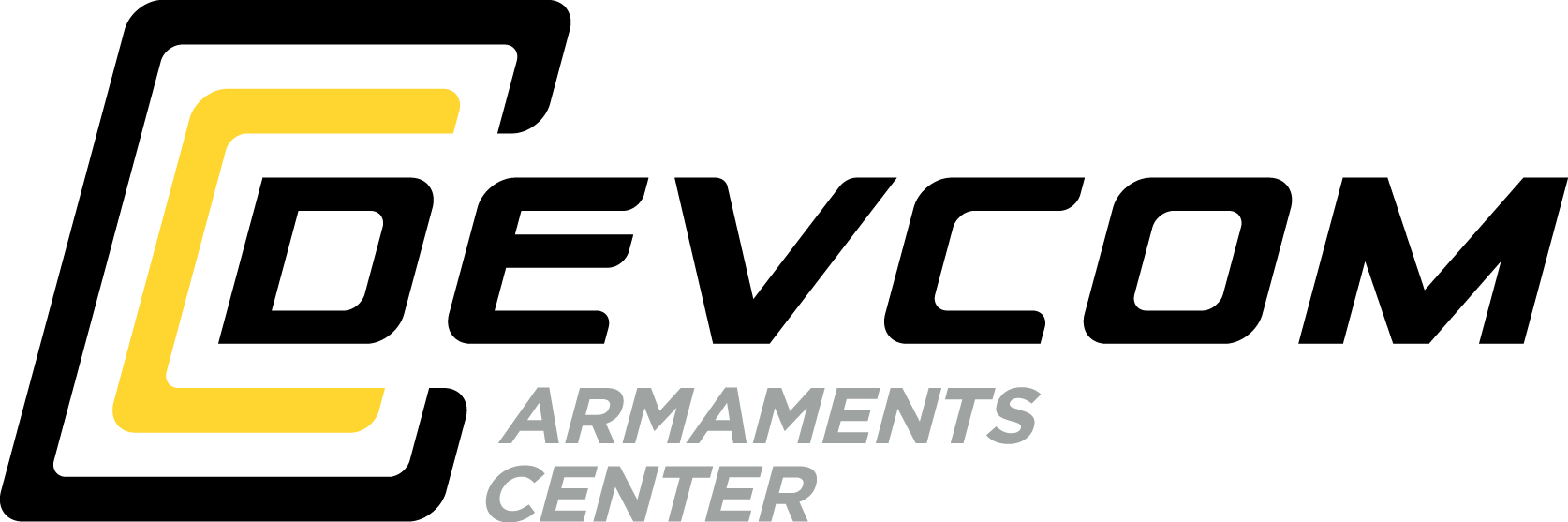
United States Army CCDC Armaments Center

Центр вооружения армии США по развитию боевых возможностей (United States Army CCDC Armaments Center, CCDCAC), или Центр вооружений (до февраля 2019 — Центр исследований и разработки вооружений армии США, U.S. Army Armament Research Development and Engineering Center, ARDEC) является основным подразделением армии США по исследованиям и разработкам вооружений и боеприпасов.  Штаб-квартира расположена в Арсенале Пикатинни в Нью-Джерси; помимо штаб-квартиры Пикатинни, в Центре вооружений есть еще три исследовательских центра, в том числе Benét Laboratories. 
Центр вооружений был создан в феврале 2019 года, когда он был приведен в соответствие Командованием армии будущего США (United States Army Futures Command, AFC) вместе со своей старшей организацией, Командованием развития боевых возможностей армии США (Combat Capabilities Development Command, DEVCOM, CCDC).
Центр вооружений — это научно-исследовательский центр вооружений, используемых армией США, Командованием специальных операций США (SOCOM) и другими военными организациями США. Это один из специализированных научно-исследовательских, опытно-конструкторских и инженерных центров Командования будущего армии США. Центр вооружений занимается разработкой более совершенного оружия с использованием таких технологий, как микроволны, лазеры и нанотехнологии (см. нанооружие). 
Цель Центра вооружений — обеспечить превосходство (en:overmatch) войск США на поле боя за счет «превосходных возможностей». 

За последние 10 лет Центр вооружений разработал и выпустил более 20 изделий, которые обеспечили войскам США «лучшие в мире» возможности, по сравнению как с изделиями иностранных военных, так и других оборонных организаций США. 
Центр вооружений разделен на ряд управлений, таких как «Управление систем и технологий вооружения» (Weapons Systems and Technology Directorate) и «Управление систем и технологий боеприпасов» (Munitions Systems and Technology Directorate).

## История
Центр вооружений ведет свою историю с создания Центра исследований и разработок вооружений армии США (ARRADCOM) в 1977 году. Их задачей было создание нового и усовершенствование старого оружия и боеприпасов. Среди их ранних работ было моделирование танка M1 «Абрамс». 
Под командованием ARRADCOM находились научно-исследовательские центры в Пикатинни Арсенал, Edgewood Arsenal, Лаборатории баллистических исследований (Ballistic Research Lab) и Watervliet Arsenal.
В 1983 году первоначальная миссия ARRADCOM была передана Командованию вооружений, боеприпасов и химикатов армии США (AMCCOM) в Арсенале Рок-Айленда. Однако первоначальная миссия по исследованиям и разработкам оружия и боеприпасов осталась в Пикатинни после того, как она была переименована в Центр исследований и разработок вооружений армии США (ARDC). 
В 1986 году, в результате дальнейшей реорганизации всех армейских научно-исследовательских центров, ARDC стал ARDEC. 
Это название было сохранено, когда в 1994 году группа снова была переведена в Командование танков, автомобилей и вооружений (TACOM), 
а в 2003 году снова в Командование исследований, разработок и инженерии (RDECOM).
Среди многих систем, над которыми Центр вооружений работал на протяжении всей своей истории, — ракет ПВО Пэтриот, системы управления огнем и боеприпасы для M2 «Брэдли», M1 Abrams и противотанковая артиллерийская ракета M712 Copperhead. Совсем недавно ARDEC работал над боеприпасами для поражения бункеров, снайперской винтовкой XM107, патроном M919 для M242 Bushmaster, кумулятивным боеприпасом M830, сигнальными ракетами M211 и M212, карабином M4 и многими другими системами.
Усилия по диверсификации потока доходов Центра вооружений привели к росту доходов, не связанных с армией, с примерно 60 млн долларов в 2001 финансовом году до 140 млн долларов в 2007 финансовом году. Общий доход увеличился примерно с 600 миллионов долларов в 2001 финансовом году до примерно 1,2 млрд долларов в 2007 финансовом году. Компания ARDEC, признанная эталоном для армии в области передачи технологий, с 2005 финансового года перешла, в примерно 75 % своих технологических проектов, от исследований к разработке, финансируемой заказчиком.
Центр вооружений получил награды и признание, основанные на удовлетворенности клиентов и воспринимаемой ценности, включая заслуги в области инженерного дела. За последние пять лет Центр вооружений получил 13 армейских наград «10 величайших изобретений года».
В 2003 году различные армейские научно-исследовательские центры были переданы в ведение Командования исследований, разработок и инженерии, расположенного на Абердинском испытательном полигоне. 
В 2019 году Центр исследований, разработок и инженерии вооружений армии США стал известен как Центр вооружения армии США по развитию боевых возможностей, под управлением «Командования армии будущего».